# زنکو سوزوکی
زنکو سوزوکی (انگلیسی: Zenkō Suzuki؛ زاده ۱۱ ژانویهٔ ۱۹۱۱ – درگذشته ۱۹ ژوئیهٔ ۲۰۰۴) یک سیاست‌مدار اهل ژاپن بود. وی از ۱۷ ژوئیه ۱۹۸۰ تا ۲۷ نوامبر ۱۹۸۲ نخست‌وزیر این کشور بود.
زنکو سوزوکی در ۱۹ ژوئیه ۲۰۰۴ در سن ۹۳ سالگی درگذشت.